# Tosella
La tosella (o tosèla) è un formaggio fresco ricavato con latte vaccino, prodotto in Trentino-Alto Adige e in Veneto. 
È stato riconosciuto come P.A.T. in Trentino-Alto Adige con il nome di "Tosela" e in Veneto con il nome di "Tosella"

## Descrizione e usi
Si tratta di un formaggio fresco, in origine prodotto in malga da piccole mungiture, insufficienti per la produzione di forme complete. È costituito da pasta compatta e molle, ha un colore bianco o paglierino chiaro. Si presenta in forme cilindriche o rettangolari del peso di 1-5 kg. Va consumato entro pochi giorni dalla produzione.
Normalmente viene cotto alla griglia, ma può essere anche impanato e fritto o altrimenti abbrustolito nel forno a grill. Essendo privo di sale, viene insaporito dal consumatore durante la cottura.

## Produzione
La tosella viene ottenuta durante le consuete preparazioni dei formaggi di malga, sottraendo a queste una parte della cagliata dopo la cottura.
Il latte munto viene filtrato e lasciato riposare per una notte in vasche d'acciaio, in modo da separare la panna che affiora in superficie. Dopo la scrematura, viene scaldato fino a 30 °C, gli è aggiunta una parte di latte intero appena munto ed è riportato a temperatura ambiente. Si unisce al caglio in polvere (talvolta anche liquido o in pasta) e, in 15-30 minuti, si ottiene la cagliata. Quest'ultima viene rotta fino alla formazione di piccoli granuli per permettere lo spurgo del siero, si riaccende il fuoco e, mescolando continuamente, si porta alla temperatura di 38 °C. La mescolatura continua anche a temperatura ambiente finché la cagliata non perde ulteriore siero e assume una maggiore consistenza. La cagliata viene quindi portata all'asciutto su tavoli d'acciaio, tagliata e lasciata scolare in appositi stampi, solitamente di forma rettangolare.